# Шешма
Шешма (на руски: Шешма; на татарски: Çişmə, Чишмә) е река в Самарска област и Република Татарстан на Русия, ляв приток на Кама (ляв приток на Волга). Дължина 259 km. Площ на водосборния басейн 6040 km².
Река Шешма води началото си от северната част на Бугулминско-Белебеевското възвишение, на 308 m н.в., на 4 km югоизточно от село Иваново-Подбелское, в крайната североизточна част на Самарска област. Тече основно в посока север-северозапад, предимно в асиметрична долина, като силно меандрира. В горното течение долината ѝ е V-образна с ширина 0,9 – 1,2 km, а в средното и долното – трапецовидна, широка 3 – 4 km. В миналото се е вливала отляво в река Кама, а сега в Камския залив на Куйбишевското водохранилище, на 46 m н.в., при село Старошешминск, в централната част на Република Татарстан. Основните ѝ притоци са десни: Лесная Шешма (56 km) и Кичуй (114 km). Има смесено подхранване с преобладаване на снежното (63%) с ясно изразено пълноводие през април. Среден годишен отток на 86 km от устието 11,1 m³/s. Замръзва през ноември или декември, а се размразява през април. Поради това, че преминава предимно през малки населени места, водите ѝ са чисти и се използват за битово, а в някои случаи и за промишлено водоснабдяване. По течението ѝ са разположени множество селски населени места, в т.ч. районният център село Новошешминск.